# 旭海溪
旭海溪，舊名牡丹溪，是位於台灣屏東縣東南部的縣管河川，幹流長度4公里，流域面積11.63平方公里，分佈於屏東縣牡丹鄉旭海村中部、東源村東部、牡丹村東端凸出部分。主流發源於舊牡丹南方，匯集源流區另一支流後先向東北流再轉東流，匯集右岸一小支流後轉北流，至旭海聚落南側匯集左岸源自東源村的最大支流後蜿蜒轉向東北流，在鳳林橋東側匯集左岸另一支流後，於旭海漁港西側注入太平洋。